# جون لومباردو
جون لومباردو (بالإنجليزية: John Lombardo)‏ هو مغني وعازف قيثارة ومغن مؤلف أمريكي، ولد في 30 سبتمبر 1952 في جيمستاون في الولايات المتحدة.

## وصلات خارجية
- الموقع الرسمي
- جون لومباردو على موقع IMDb (الإنجليزية)
- جون لومباردو على موقع ميوزك برينز (الإنجليزية)
- جون لومباردو على موقع أول ميوزيك (الإنجليزية)
- جون لومباردو على موقع ديسكوغز (الإنجليزية)